# 白梅学園大学
白梅学園大学（しらうめがくえんだいがく、英語: Shiraume Gakuen University）は、東京都小平市小川町1-830に本部を置く日本の私立大学。1942年創立、2005年大学設置。

## 沿革

### 建学の理想および教育目的
本学は､人間を愛し､人間の価値を最高度に実現しようとするヒューマニズムの精神を建学の理想としている。
本学はこの建学の理想にもとづき､日本国憲法および教育基本法の精神の実現につとめ､社会の発展と人類の
福祉に寄与する人材を育成することを目的とする。

### 大学全体
白梅学園大学は1942年に小松謙助が創設した財団法人社会教育協会の一環として、現在の東京都文京区に設立した東京家庭学園が母体となって設立された、学校法人白梅学園の短期大学を一部改組して設置された大学である。

### 年表
- 1942年 - 小石川区指ケ谷町（現文京区）に東京家庭学園 創設
- 1945年 - 空襲により校舎喪失　小石川区原町の竜門社内に移転
- 1948年 - 杉並区馬橋4丁目500番地（現在、高円寺北4-29-3）に校地と校舎を得る。
- 1950年 - 付属幼稚園 設置
- 1953年 - 厚生保母学園を合併し白梅保母学園と改称
- 1955年 - 学校法人白梅学園 設置
- 1957年 - 白梅学園短期大学（保育科） 設置
- 1966年 - 教養科 設置
- 1970年 - 小平キャンパスへ移転完了
- 2005年 - 白梅学園大学子ども学部子ども学科 開学（大学へ改組のため短期大学教養科募集停止し、翌年廃止）
- 2008年 - 大学院 子ども学研究科（修士課程設置）
- 2009年 - 子ども学部発達臨床学科 設置。
- 2010年 - 子ども学部家族・地域支援学科 設置。大学院（博士課程設置）

## 教学関係

### 学長
- 無藤隆（2005年4月1日 - 2007年10月9日）
- 汐見稔幸（2007年10月10日 - 2018年3月31日）
- 近藤幹生（2018年4月1日 - 2021年3月31日）
- 髙田文子（2021年4月1日 - 2024年3月31日）
- 小玉重夫（2024年4月1日-）

### 学部・学科
- 子ども学部
  - 子ども学科
  - 発達臨床学科（2024年4月学生募集停止）
  - 家族・地域支援学科
  - 子ども心理学科（2024年4月開設）
  - 教育学科（2024年4月開設）

### 大学院
- 子ども学研究科
  - 子ども学専攻（修士課程・博士課程）

### 附属機関
- 附属白梅幼稚園
- 教育・福祉研究センター
- 地域交流研究センター
- 子ども学研究所

## 学生生活

### 奨学金制度
学園独自の貸与奨学金を設けてある。

### 取得可能資格
- 保育士
- 幼稚園教諭1種免許状
- 小学校教諭1種免許状
- 社会福祉士受験資格
- 学芸員資格
- 特別支援学校教諭1種免許状
- 介護福祉士受験資格

### 学生寮
敷地内に若葉寮と称す学生寮を設けてあった。（2014年4月より閉寮）

### 学園祭
白梅祭と称し、短期大学と合同で開催。

## 対外関係
- 2008年に東村山市と連携事業として「東村山市子育て総合支援センター　ころころの森」を運営。
- 2008年に小平市と地域連携協定を締結（障害児支援、特別支援教育分野）
- 社団法人学術・文化・産業ネットワーク多摩（単位互換制度）

### 他大学との協定
- 6大学連携教育支援人材育成事業
- ネットワーク多摩（単位互換制度）
- 小平市大学連携協議会（愛称・こだいらブルーベリーリーグ）

## 併設教育機関
- 白梅学園短期大学
- 白梅学園高等学校
- 白梅学園清修中学校
- 白梅学園大学附属幼稚園：2023年度以前は「白梅幼稚園」だった。

## その他

### 過去の関係者
- 牧野英一
- 渋沢栄一
- 穂積重遠
- 阪谷芳郎
- 田中寛一
- 小林宗作
- 無藤隆
- 汐見稔幸

#### 博士号取得者
- 砂上史子